# 加爾卡韋齊
50°9′12″N 35°4′51″E / 50.15333°N 35.08083°E
哈爾卡韋齊（烏克蘭語：Гаркавець）是位於烏克蘭東部的村莊，由哈爾科夫州博霍杜希夫區的克拉斯諾庫特斯克市鎮負責管轄。該村始建於1695年，面積0.21平方公里，海拔高度170米，2001年人口8，人口密度每平方公里37.7人。